# Joseph-François Bertrand
Joseph-François Bertrand est un éphémère maire de Bordeaux élu le 18 septembre 1793 et révoqué et emprisonné le 11 octobre suivant pour escroquerie.

## Biographie
Joseph-François Bertrand est un horloger, récemment installé à Bordeaux. Il loue une boutique aux Fossés-Saint-Eloi, près de la rue des Boucheries, où il répare des montres,.
En août 1793, il se distingue dans sa section révolutionnaire. Quand la municipalité précédente démissionne, il est nommé officier municipal provisoire le 18 septembre, puis élu maire par la Commission militaire. C'est l'occasion pour lui de se livrer à des pillages en tout genre : il s'empare de la voiture et des bijoux de son prédécesseur, François-Armand de Saige, pille les églises du territoire et en fait transporter chez lui le mobilier précieux, détournent des fonds à son profit.
Le Comité de Salut public de Bordeaux le démet de ses fonctions et nommera à sa place le pasteur Pierre Thomas.
Le 11 octobre il est arrêté, emprisonné au fort du Hâ. Le tribunal criminel de la Gironde le condamne le 25 mars 1794 (5 germinal an II) à vingt ans de fers pour vol et escroquerie. Le Comité de Salut public de Bordeaux le démet de ses fonctions le jour même et instaure un gouvernement militaire provisoire où 14 officiers municipaux se relaient pour assumer la charge de maire pendant trois mois. Le pasteur Pierre Thomas lui succède en juillet.
Le « sinistre voyou », comme le nomme le marquis de Bellefeuille dans ses mémoires, parvient à faire annuler ce procès, mais le tribunal criminel des Landes le condamne à son tour. Libéré après 3 ans de détention, il gagne Paris, d'où il réclame son indemnité de maire pour la durée de son emprisonnement.